# Koševo
Koševo je naselje u općini Centar u Sarajevu.

## Ime
Ime nosi po rijeci Koševi.

## Povijest
1711. godine Koševom se zvao timar u vlasništvu izvjesnog Alije.

## Šport
Na Koševu se nalazi Stadion „Asim Ferhatović Hase”, na kojem se održala svečanost otvaranja Zimskih olimpijskih igara 1984.